# مقاطعة سرايان
مقاطعة سرايان (بالفارسية: شهرستان سرایان) هي مقاطعة في محافظة خراسان الجنوبية في إيران. عاصمة المقاطعة هي سرايان . تقع سرايان في شمال غرب المقاطعة. كانت مقاطعة سرايان تابعة لمقاطعة فردوس حتى مايو 2004.  تضم المحافظة ثلاث مدن هي: سرايان، أيسك وسه قلعة .